# ناحیه جلال‌الدین رومی
ناحیه (شهرستان) جلال‌الدین بلخی از ناحیه‌های اداری ولایت ختلان است که در جنوب تاجیکستان قرار دارد. مرکز این ناحیه، شهرک بلخ است که در ۳۲ کیلومتری شهر باختر و در دامنهٔ کوه و کنارهٔ رود قومسنگیر جای دارد. این شهرک تا شهر دوشنبه ۱۳۲ کیلومتر فاصله دارد.

## جایگاه
ناحیهٔ جلال‌الدین بلخی در وادی وادی وَخش جای دارد. از شمال با  باختر و وخش، در شرق به فرخار، در غرب به جیلی‌کول و در جنوب به قوم‌سنگیر و پنج از ناحیه‌های ولایت ختلان همسایه‌است.

## ریشه‌شناسی نام
نام پیشین و باستانی این ناحیه، هلاورد بوده‌است. هلاورد [Halāward] جای‌نام بلخی [υαλοοαρδ*] است، که از دو واژه در زبان ایرانی باستان ساخته شده‌است: -hadā* 'از' + -varta* 'سنگ' و معنی آن «ساخته شده از سنگ، یعنی شهر سنگی» است 
در سال ۲۰۰۷ روشنفکران ختلانی به مسئولین ناحیهٔ کالخازآباد پیشنهاد داده بودند که نام تاریخی این سرزمین برای سوم‌بار احیا گردد و مرکز ناحیهٔ هلاورد نامیده شود. اما برخلاف چشمداشت آن‌ها، ناحیهٔ کالخازآباد در تاریخ ۱۹ ژوئیه ۲۰۰۷ با قرار مجلس ملی عالی جمهوری تاجیکستان ناحیهٔ جلال‌الدین رومی نامیده شد..

## مردم
مردم این ناحیه به زبان‌های تاجیکی و ازبکی سخن می‌گویند. بر پایهٔ آمار سال ۲۰۰۹ میلادی، ناحیهٔ جلال‌الدین رومی ۱۶۰٬۰۰ تن جمعیت داشت.

## بخش‌بندی
براساس قانون تقسیمات کشوری، ناحیهٔ جلال‌الدین رومی، ۲ شهرک و ۸ جماعت دارد.
| جماعت‌های ناحیهٔ جلال‌الدین رومی |       |
| جماعت                         | اهالی |
| عیسایف                        | ۲۰۴۹۱ |
| گلستان                        | ۱۰۲۰۵ |
| کلینین                        | ۱۲۳۷۷ |
| مدنیت                         | ۱۱۲۹۷ |
| نوآباد                        | ۱۴۴۴۶ |
| توگلن                         | ۲۰۴۹۱ |
| اوزون                         | ۱۶۴۲۸ |
| فرونزه                        | ۱۹۰۶۹ |

## حکومت
سرور ناحیهٔ جلال‌الدین رومی رئیس حکومت آن است که وی را رئیس جمهوری تاجیکستان تعیین می‌کند. نهاد قانون‌گذاری این ناحیه، مجلس نمایندگان خلق می‌باشد که آن را رای‌دهندگان این ناحیه برای ۵ سال انتخاب می‌کنند.

## تاریخ
این ناحیه در ۲۱ مارس سال ۱۹۳۳ میلادی در بخشی از ولایت قرغان‌تپه در جمهوری سوسیالیستی تاجیکستان شوروی تأسیس یافته‌است و نخست «ناحیهٔ وخش» نام داشت.
راهنماها و جهان‌نامه‌های عربی‌زبان و پارسی‌زبان سدهٔ میانی، نام این ناحیه را هلاورد یاد کرده‌اند.
هلاورد در زمان سامانیان یکی از دو شهر کلان وخشان‌زمین بوده‌است. بنابر نوشته‌های حدود العالم من المشرق الی المغرب، «هلاورد قصبهٔ وخش است، شهری‌ست با کشت و برز و روستاهای بسیار و مردمانی تیرانداز و جنگی.»
بنابر یافته‌های باستان‌شناسی، شهر هلاورد در زمان کوشانیان پدید آمد و در سده‌های میانه مرکز وخشان‌زمین بوده‌است. این شهر در سال ۷۵۰ میلادی به دست عرب‌ها ویران شد و باستان‌شناسان خرابه‌های آن را در کرانهٔ غربی شهرک کالخازآباد یافتند که امروز آن را کافرقلعه می‌خوانند. سپس مرکز وخشان‌زمین، شهرک کوه‌کنده شد که در ۱۲ کیلومتری شمال غربی خرابه‌های کافرقلعه در کرانه‌های رود وخش جای داشت. در سده‌های میانی، این شهر نیز هلاورد نام داشت و خرابه‌های آن هم‌اکنون به نام «زالی‌زر» نزدیک ده اوزون در کنار رود وخش، ۱۲ کیلومتر دورتر از کالخازآباد و ۲۳ کیلومتر دورتر از قرغان‌تپه برجایند..
در تاریخ ۱۱ جولای ۱۹۵۴ کاگانویچ‌آباد رسماً شهرک اعلام شد و در ۳ جولای ۱۹۵۷ این شهرک به یاد آبادگران وادی وخش که از شمال تاجیکستان کوچانده شده و نخستین کالخازها را در وادی وخش تشکیل کرده‌بودند کالخازآباد نامیده شد و ناحیه نیز نامش کالخازآباد گردید. ۱۰ ژانویه ۱۹۹۱ این شهرک را به یاد سراج‌الدین عیسی یکی از آبادگران وادی وخش که ۲۸ سال رئیس این ناحیه بود، شهرک را به سراج‌الدین عیسی تغییر دادند. ناحیهٔ کالخازآباد در ۱۹ ژوئیه ۲۰۰۷ به قرار مجلس عالی ملی جمهوری تاجیکستان ناحیهٔ جلال‌الدین رومی نامیده شدُ هرچند که روشنفکران ختلانی از مسئولین ناحیه خواسته بودند که نام تاریخی هلاورد بر این ناحیه گذاشته شود..